# Lijst van voetbalinterlands Bahrein - Koeweit
Deze lijst van voetbalinterlands is een overzicht van alle officiële voetbalinterlands tussen de nationale teams van Bahrein en Koeweit. De landen hebben tot nu toe 48 keer tegen elkaar gespeeld, te beginnen met een wedstrijd tijdens de Arab Nations Cup 1966 in Bagdad (Irak) op 1 april 1966. Het laatste duel, een groepswedstrijd tijdens de Golf Cup of Nations 2024, vond plaats op 31 december 2024 in Koeweit.

## Wedstrijden
| №  | Plaats      | Datum            | Competitie                      | Wedstrijd         | Uitslag |
| -- | ----------- | ---------------- | ------------------------------- | ----------------- | ------- |
| 1  | Bagdad      | 1 april 1966     | Arab Nations Cup 1966           | Koeweit − Bahrein | 4 − 4   |
| 2  | Madinat Isa | 3 april 1970     | Golf Cup of Nations 1970        | Bahrein − Koeweit | 1 − 3   |
| 3  | Riyad       | 18 maart 1972    | Golf Cup of Nations 1972        | Koeweit − Bahrein | 2 − 0   |
| 4  | Doha        | 6 april 1976     | Golf Cup of Nations 1976        | Koeweit − Bahrein | 5 − 2   |
| 5  | Doha        | 11 maart 1977    | WK 1978 kwalificatie            | Bahrein − Koeweit | 0 – 2   |
| 6  | Doha        | 17 maart 1977    | WK 1978 kwalificatie            | Bahrein − Koeweit | 1 − 2   |
| 7  | Bangkok     | 14 december 1978 | Aziatische Spelen 1978          | Koeweit − Bahrein | 3 − 0   |
| 8  | Bagdad      | 8 april 1979     | Golf Cup of Nations 1979        | Koeweit − Bahrein | 2 − 0   |
| 9  | Abu Dhabi   | 20 maart 1982    | Golf Cup of Nations 1982        | Koeweit − Bahrein | 1 – 0   |
| 10 | Masqat      | 12 maart 1984    | Golf Cup of Nations 1984        | Koeweit − Bahrein | 1 − 0   |
| 11 | Riffa       | 7 april 1986     | Golf Cup of Nations 1986        | Koeweit − Bahrein | 1 − 1   |
| 12 | Riyad       | 12 maart 1988    | Golf Cup of Nations 1988        | Koeweit − Bahrein | 0 − 1   |
| 13 | Amman       | 16 juli 1988     | Arab Nations Cup 1988           | Koeweit − Bahrein | 0 − 0   |
| 14 | Doha        | 3 december 1988  | Azië Cup 1988                   | Koeweit − Bahrein | 0 − 0   |
| 15 | Koeweit     | 21 februari 1990 | Golf Cup of Nations 1990        | Koeweit − Bahrein | 1 − 0   |
| 16 | Al Ain      | 8 augustus 1992  | Azië Cup 1992 kwalificatie      | Koeweit − Bahrein | 2 − 0   |
| 17 | Doha        | 10 december 1992 | Golf Cup of Nations 1992        | Koeweit − Bahrein | 0 − 1   |
| 18 | Abu Dhabi   | 4 november 1994  | Golf Cup of Nations 1994        | Bahrein − Koeweit | 2 − 1   |
| 19 | Masqat      | 16 oktober 1996  | Golf Cup of Nations 1996        | Bahrein − Koeweit | 0 − 1   |
| 20 | Koeweit     | 18 maart 1997    | Vriendschappelijk               | Koeweit − Bahrein | 3 − 1   |
| 21 | Riffa       | 6 november 1998  | Golf Cup of Nations 1998        | Bahrein − Koeweit | 0 − 2   |
| 22 | Singapore   | 3 februari 2001  | WK 2002 kwalificatie            | Bahrein − Koeweit | 1 − 2   |
| 23 | Koeweit     | 27 februari 2001 | WK 2002 kwalificatie            | Koeweit − Bahrein | 0 − 1   |
| 24 | Riyad       | 22 januari 2002  | Golf Cup of Nations 2002        | Koeweit − Bahrein | 0 − 0   |
| 25 | Koeweit     | 10 januari 2004  | Golf Cup of Nations 2003        | Koeweit − Bahrein | 0 − 4   |
| 26 | Muharraq    | 26 augustus 2004 | Vriendschappelijk               | Bahrein − Koeweit | 0 − 0   |
| 27 | Doha        | 14 december 2004 | Golf Cup of Nations 2004        | Bahrein − Koeweit | 1 − 1   |
| 28 | Doha        | 23 december 2004 | Golf Cup of Nations 2004        | Bahrein − Koeweit | 3 − 1   |
| 29 | Koeweit     | 1 maart 2006     | Azië Cup 2007 kwalificatie      | Koeweit − Bahrein | 0 − 0   |
| 30 | Riffa       | 15 november 2006 | Azië Cup 2007 kwalificatie      | Bahrein − Koeweit | 2 − 1   |
| 31 | Riffa       | 16 januari 2008  | Vriendschappelijk               | Bahrein − Koeweit | 1 − 0   |
| 32 | Masqat      | 7 januari 2009   | Golf Cup of Nations 2009        | Bahrein − Koeweit | 0 − 1   |
| 33 | Al Ain      | 25 februari 2010 | Vriendschappelijk               | Koeweit − Bahrein | 4 − 1   |
| 34 | Koeweit     | 8 oktober 2010   | Vriendschappelijk               | Koeweit − Bahrein | 1 − 3   |
| 35 | Riffa       | 14 februari 2011 | Vriendschappelijk               | Bahrein − Koeweit | 0 − 0   |
| 36 | Koeweit     | 4 november 2011  | Vriendschappelijk               | Koeweit − Bahrein | 0 − 1   |
| 37 | Koeweit     | 14 november 2012 | Vriendschappelijk               | Koeweit − Bahrein | 1 − 1   |
| 38 | Madinat Isa | 18 januari 2013  | Golf Cup of Nations 2013        | Bahrein − Koeweit | 1 − 6   |
| 39 | Koeweit     | 9 september 2013 | Vriendschappelijk               | Koeweit − Bahrein | 2 − 1   |
| 40 | Doha        | 7 januari 2014   | West-Azië Cup 2014              | Koeweit − Bahrein | 0 − 0   |
| 41 | Farwaniya   | 9 september 2014 | Vriendschappelijk               | Koeweit − Bahrein | 0 − 1   |
| 42 | Riffa       | 18 december 2017 | Vriendschappelijk               | Bahrein − Koeweit | 0 − 0   |
| 43 | Erbil       | 10 augustus 2019 | West-Azië Cup 2019              | Koeweit − Bahrein | 0 − 1   |
| 44 | Doha        | 2 december 2019  | Golf Cup of Nations 2019        | Koeweit − Bahrein | 2 − 4   |
| 45 | Doha        | 25 juni 2021     | FIFA Arab Cup 2021 kwalificatie | Bahrein − Koeweit | 2 − 0   |
| 46 | Basra       | 13 januari 2023  | Golf Cup of Nations 2023        | Bahrein − Koeweit | 1 − 1   |
| 47 | Dubai       | 7 september 2023 | Vriendschappelijk               | Bahrein − Koeweit | 1 − 3   |
| 48 | Koeweit     | 31 december 2024 | Golf Cup of Nations 2024        | Bahrein − Koeweit | 1 − 0   |

## Samenvatting
| Competitie                 | Totaal gespeeld | Winst Bahrein | Gelijk | Winst Koeweit | Doelsaldo Bahrein – Koeweit |
| -------------------------- | --------------- | ------------- | ------ | ------------- | --------------------------- |
| WK-kwalificatie            | 4               | 1             | 0      | 3             | 3 − 6                       |
| FIFA Arab Cup-kwalificatie | 1               | 1             | 0      | 0             | 2 − 0                       |
| Azië Cup                   | 1               | 0             | 1      | 0             | 0 − 0                       |
| Azië Cup-kwalificatie      | 3               | 1             | 1      | 1             | 2 − 3                       |
| Golf Cup of Nations        | 22              | 7             | 4      | 11            | 23 − 32                     |
| Arab Nations Cup           | 2               | 0             | 2      | 0             | 4 − 4                       |
| West-Azië Cup              | 2               | 1             | 1      | 0             | 1 − 0                       |
| Aziatische Spelen          | 1               | 0             | 0      | 1             | 0 − 3                       |
| Vriendschappelijk          | 12              | 4             | 4      | 4             | 11 − 14                     |
| Totaal                     | 48              | 15            | 13     | 20            | 46 − 62                     |

Wedstrijden bepaald door strafschoppen worden, in lijn met de FIFA, als een gelijkspel gerekend.

## Details

### 31ste ontmoeting
| Vriendschappelijk (Riffa, Bahrein, 16 januari 2008): |       |         |
| Bahrein                                              | 1 – 0 | Koeweit |
| Abdulla Fatadi 83'                                   | goals |         |

### 33ste ontmoeting
| Vriendschappelijk (Al Ain, Verenigde Arabische Emiraten, 25 februari 2010):          |       |                         |
| Koeweit                                                                              | 4 – 1 | Bahrein                 |
| Ahmad Al-Azemi 33' Ahmad Al-Azemi 42' Yousef Al-Sulaiman 51' Abdullah Al-Buraiki 60' | goals | 19' Mahmoud Abdulrahman |

### 35ste ontmoeting
| Vriendschappelijk (Riffa, Bahrein, 14 februari 2011): |       |         |
| Bahrein                                               | 0 – 0 | Koeweit |
|                                                       | goals |         |

### 36ste ontmoeting
| Vriendschappelijk (Koeweit-Stad, Koeweit, 4 november 2011): |       |                         |
| Koeweit                                                     | 0 – 1 | Bahrein                 |
|                                                             | goals | 46' Mahmoud Abdulrahman |

BFA · A-internationals · Bondscoaches · Statistieken · Bahreins vrouwenelftal · Bahrein U21 · Bahrein U20 · Bahrein U19 · Bahrein U18 · Bahrein U17
1966 – 1979 · 
1980 – 1989 · 
1990 – 1999 · 
2000 – 2009 · 
2010 – 2019 ·
2020 − 2029
Asian Cup 2004 · 
Asian Cup 2007 · 
Asian Cup 2011
1966 · 
1967 · 1968 · 1969 · 
1970 · 
1971 · 
1972 · 
1973 · 
1974 · 
1975 · 
1976 · 
1977 · 
1978 · 
1979 · 
1980 · 
1981 · 
1982 · 
1983 · 
1984 · 
1985 · 
1986 · 
1987 · 
1988 · 
1989 · 
1990 · 
1991 · 
1992 · 
1993 · 
1994 · 
1995 · 
1996 · 
1997 · 
1998 · 
1999 · 
2000 · 
2001 · 
2002 · 
2003 · 
2004 · 
2005 · 
2006 · 
2007 · 
2008 · 
2009 · 
2010 · 
2011 · 
2012 ·
2013 ·
2014 ·
2015 ·
2016 ·
2017 ·
2018 ·
2019 ·
2020 ·
2021 ·
2022 ·
2023 ·
2024
Albanië ·
Algerije ·
Angola ·
Australië ·
Azerbeidzjan ·
Bangladesh ·
Bosnië en Herzegovina ·
Bukina Faso ·
Burundi ·
Cambodja ·
Canada ·
China ·
Colombia ·
Congo-Kinshasa ·
Curaçao ·
Egypte ·
Filipijnen ·
Finland ·
Guinee ·
Haïti ·
Hongkong ·
IJsland ·
India ·
Indonesië ·
Irak ·
Iran ·
Japan ·
Jemen ·
Jordanië ·
Kaapverdië ·
Kazachstan ·
Kenia ·
Kirgizië ·
Koeweit ·
Letland ·
Libanon ·
Libië ·
Malediven ·
Maleisië ·
Marokko ·
Mauritanië ·
Myanmar ·
Nepal ·
Nieuw-Zeeland ·
Noord-Korea ·
Noord-Macedonië ·
Noorwegen ·
Oeganda ·
Oekraïne ·
Oezbekistan ·
Oman ·
Pakistan ·
Palestina ·
Panama ·
Paraguay ·
Qatar ·
Saoedi-Arabië ·
Servië ·
Singapore ·
Soedan ·
Sri Lanka ·
Syrië ·
Tadzjikistan ·
Taiwan ·
Thailand ·
Togo ·
Trinidad en Tobago ·
Tsjaad ·
Tunesië ·
Turkmenistan ·
Verenigde Arabische Emiraten ·
Vietnam ·
Wit-Rusland ·
Zimbabwe ·
Zuid-Jemen ·
Zuid-Korea ·
Zweden
KFA · A-internationals · Bondscoaches · Statistieken · Koeweits vrouwenelftal · Koeweit U21 · Koeweit U20 · Koeweit U19 · Koeweit U18 · Koeweit U17
1960 – 1969 · 
1970 – 1979 · 
1980 – 1989 · 
1990 – 1999 · 
2000 – 2009 · 
2010 – 2019 ·
2020 − 2029
WK 1982
OS 1980 ·
OS 1992 ·
OS 2000
1961 · 
1962 · 
1963 · 
1964 · 
1965 · 
1966 · 
1967 · 
1968 · 
1969 · 
1970 · 
1971 · 
1972 · 
1973 · 
1974 · 
1975 · 
1976 · 
1977 · 
1978 · 
1979 · 
1980 · 
1981 · 
1982 · 
1983 · 
1984 · 
1985 · 
1986 · 
1987 · 
1988 · 
1989 · 
1990 · 
1991 · 
1992 · 
1993 · 
1994 · 
1995 · 
1996 · 
1997 · 
1998 · 
1999 · 
2000 · 
2001 · 
2002 · 
2003 · 
2004 · 
2005 · 
2006 · 
2007 · 
2008 · 
2009 · 
2010 · 
2011 · 
2012 · 
2013 ·
2014 ·
2015 ·
2016 ·
2017 ·
2018 ·
2019 ·
2020 ·
2021 ·
2022
Afghanistan ·
Algerije ·
Armenië ·
Australië ·
Azerbeidzjan ·
Bahrein ·
Bangladesh ·
Bhutan ·
Bosnië en Herzegovina ·
Bulgarije ·
Cambodja ·
China ·
Colombia · 
Cyprus ·
DDR ·
Duitsland ·
Ecuador ·
Egypte ·
Engeland ·
Filipijnen ·
Finland ·
Frankrijk ·
Hongarije · 
Hongkong ·
IJsland ·
India ·
Indonesië ·
Irak ·
Iran ·
Ivoorkust ·
Japan ·
Jemen ·
Jordanië ·
Kameroen ·
Kazachstan ·
Kenia ·
Kirgizië ·
Laos ·
Letland ·
Libanon ·
Libië ·
Litouwen ·
Macau ·
Maleisië ·
Mali ·
Malta ·
Marokko ·
Mongolië ·
Myanmar ·
Nepal ·
Nieuw-Zeeland ·
Noord-Korea ·
Noorwegen ·
Oeganda ·
Oezbekistan ·
Oman ·
Pakistan ·
Palestina ·
Polen ·
Portugal ·
Qatar ·
Saoedi-Arabië ·
Singapore ·
Slowakije ·
Soedan ·
Sovjet-Unie ·
Syrië ·
Tadzjikistan ·
Taiwan ·
Thailand ·
Trinidad en Tobago ·
Tsjechië ·
Tsjecho-Slowakije ·
Tunesië ·
Turkmenistan ·
Verenigde Arabische Emiraten ·
Verenigde Staten ·
Vietnam ·
Wales ·
Zambia ·
Zimbabwe ·
Zuid-Korea ·
Zuid-Vietnam
Engeland (1982) · 
Frankrijk (1982) · 
Tsjecho-Slowakije (1982)